# Friedrich Ludwig Meissner
Friedrich Ludwig Meissner (* 25. August 1796 in Leipzig; † 4. Dezember 1860 in Dresden) war ein deutscher Mediziner mit den Schwerpunkten Geburtshilfe, Frauen- und Kinderkrankheiten.

## Leben
Meissner studierte in seiner Heimatstadt Medizin. 1819 erfolgte seine Promotion (Titel der Inauguraldissertation: Animadversiones nonnullas ad doctrinam de secundinis ac de superfoetatione), ab dem Sommersemester 1821 lehrte er an der Universität Leipzig. 1831 habilitierte er sich für Geburtshilfe und Frauenkrankheiten. 1838 gründete er eine geburtshilfliche Poliklinik. Er gehörte seit 1820 der Leipziger Freimaurerloge Apollo an, wo er 1835–1851 Meister vom Stuhl war.
Sein Sohn Emil Apollo Meissner (1827–1884) übernahm als Nachfolger die Leipziger Praxis seines Vaters.

## Schriften (Auswahl)
- Ueber die Polypen in den verschiedenen Höhlen des menschlichen Körpers. Reclam, Leipzig 1820 (Volltext in der Google-Buchsuche).
- Marie Anne Boivin: Ueber eine sehr gewöhnliche und noch wenig gekannte Ursache des Abortus, nebst einer Denkschrift über den Intro-Pelvimeter oder innern Beckenmesser; gekrönt von der Königl. Gesellschaft der medicinischen Wissenschaften zu Bordeaux. Übersetzt und mit Anmerkungen versehen von Friedrich Ludwig Meissner. Leipzig, 1829.
- Die Frauenzimmerkrankheiten nach den neuesten Ansichten. Leipzig 1842.
- Grundlage der Literatur der Pädiatrik, enthaltend die Monographien über die Kinderkrankheiten. Leipzig 1850.